# El Super Ratón
El Super Ratón (en inglés: Mighty Mouse) es un personaje de dibujos animados creado por el estudio Terrytoons, como una parodia de Superman. Apareció por primera vez en 1942  en un cortometraje animado teatral titulado The Mouse of Tomorrow (El ratón del mañana). El nombre original de este personaje era Super Mouse (literalmente, Super Ratón), pero cuando Paul Terry vio que había un personaje de comic book del mismo nombre, lo cambiaron por Mighty Mouse (Ratón poderoso).
El Super Ratón originalmente vestiría un disfraz azul con una capa roja, como Superman, pero con el tiempo lo cambiaron por un disfraz amarillo, manteniendo la capa. El origen de sus poderes era la alimentación especialmente rica que había seguido en un supermercado. Al igual que otras imitaciones de Superman, los poderes de Mighty Mouse le permitían volar y lo hacían increíblemente fuerte e invulnerable. Por lo menos una vez mostró tener "visión de rayos X", y en varias historias utilizó una forma de "súper-hipnosis", que incluso le permitían dominar objetos inanimados y volver atrás el tiempo, su talón de Aquiles era si dejaba de comer aquello que le daba sus superpoderes, ya que esto lo debilitaba y le hacía perderlos. 
La novia del Super Ratón era una ratona llamada Pearl Pureheart, y su archienemigo era el gato Oil Can Harry. Estos personajes fueron creados para una serie de animaciones de Mighty Mouse que parodiaban los viejos seriales de la época del cine mudo en los que cada episodio tenía un final de suspense: las historias solían empezar con el Super Ratón y Pearl Pureheart ya en una situación desesperada, como si fuera la continuación de uno de estos episodios de serial. A menudo los personajes cantaban arias de parodias de ópera.
Mighty Mouse no era extraordinariamente popular, pero se convirtió en un icono cultural cuando Paul Terry vendió los archivos de Terrytoon a la televisión. Sus dibujos se convirtieron en un ingrediente básico de la programación infantil de la televisión estadounidense desde los años cincuenta a los ochenta.
En los ochenta, el animador Ralph Bakshi creó una nueva serie de dibujos del Super Ratón, titulada Las nuevas aventuras del Super Ratón (The New Adventures of Mighty Mouse). Esta serie se dirigía más a adultos que a niños, y su tono altamente satírico la convierte en un artículo de coleccionista: coleccionistas de series de televisión más viejas buscan episodios del Mighty Mouse de Bakshi.

## Series Animadas

### Originales
- Mighty Mouse Playhouse (1955-1965)
- The Mighty Heroes (21 episodios, 1966-1967)
- The New Adventures of Mighty Mouse and Heckle & Jeckle (32 episodios, 1979-1981)
- Mighty Mouse: The New Adventures (19 episodios, 1987-1988)

### Otras apariciones
- En The Movie Orgy (Película de 1968): Algunos clips, como comercial presentando a Super Ratón.
- En Homicide: Life on the Street (Televisión del Crimen): En el episodio, Bad Medicine (de 1996), Tim y Brodie están viendo el un episodio animada de Super Raton en blanco y negro en el Living de Tim, después Bordie mueve como un roommate temporario.
- En South Park (Televisión de MTV): En el episodio Imaginacionlandia (de 2007), Super Ratón aparece en Imaginacionlandia.
- En Confessions of a Superhero (Película de 2007): Super Ratón aparece como juguete.
- En Pollo Robot (Televisión de Adult Swim): En el episodio We Are a Humble Factory (de 2009), Super Ratón engaña a otro ratón en trampa ratonera.
- En NCIS: Los Ángeles (Televisión del Crimen): En el episodio, Callen, G (de 2010), Super Ratón aparece en TV, como Sam y Kensi entra la casa.
- En MAD (Televisión de 10 minutos): En el episodio, Spy vs. Spy Kids / The Superhero Millionaire Matchmaker (de 2011), Super Ratón aparece como atrapado en la jaula y fue capturado por Mickey Mouse, en el segemento Mickey Mouse Mouse Exterminator Service.
- En la película de imagen real y animación Chip 'n Dale: Rescue Rangers (2022): Super Ratón aparece como una versión pirata con la nariz de Mortimer Mouse.

## Influencias culturales
- Hay un ratón de ordenador fabricado por la compañía Apple Computer llamado "Mighty Mouse" y se incorpora a la nueva línea de ordenadores "eMac" y "iMac" de la misma empresa.[3]
- En México en la década de los 80 surgió un luchador profesional de lucha libre llamado "Super Ratón", integrante del Trío Fantasía; Campeón Mundial Wélter AWWA y de Parejas del Distrito Federal junto con "Super Pinocho". "Super Ratón", ha luchado en Japón, Panamá, Costa Rica y Estados Unidos. Actualmente sigue en la lucha libre, haciendo películas, aún no estrenadas.
- Hay una canción llamada "Super-ratón" (1982) del grupo español Mecano, incluida en la cara B del maxisencillo de "Maquillaje".
- El personaje Mortadelo, de Mortadelo y Filemón, se ha puesto al menos dos veces un disfraz del Super Ratón con la intención de usar sus poderes en alguna situación.
- También en México, hay una marca de churros de nombre "Churros Super Ratón", originarias de Mexicali, Baja California.

## Controversia
Las nuevas aventuras del Super Ratón fue objeto de controversia en los medios cuando una escena fue interpretada como una forma de uso de la cocaína. En el episodio The Littlest Tramp, una ratona intenta vender flores, pero un hombre rico la humilla constantemente destruyendo sus flores. Sin flores para seguir vendiendo, la ratona hace nuevas flores de objetos como pedazos de tomate, pero el hombre destruye esas flores también. El Super Ratón intenta comprarlas con un pedazo de queso, pero la ratona le dice que hay personas que pueden tener más problemas que ella y le da las flores que el hombre había destruido. Luego de ayudar a algunas personas, el Super Ratón recuerda a la ratona y trata de oler las flores que ella le había dado, que ahora estaban convertidas en polvo rosa y las inhala en el proceso. Finalmente encuentra al hombre que ha estado humillando a la ratona y le pega unas palmadas en el trasero. La ratona no demuestra rencor al hombre rico, quién conmovido, se casa con ella.
Una familia en Kentucky vio el episodio y supuestamente interpretó la escena como que el Super Ratón estaba inhalando cocaína. La familia llamó a la American Family Association en Tupelo, Misisipi. El grupo exigió que Bakshi fuera sacado de la producción de la serie. Bakshi y la CBS negaron los alegatos, con el primero declarando que el incidente «da golpes del Macartismo. No voy a averiguar sobre quién inhala qué. Es una locura». Para disminuir la controversia, Bakshi aceptó cortar 3 segundos y medio del episodio. El reverendo Donald Wildmon clamó que la edición era «una admisión de facto» del uso de la cocaína, aunque Bakshi mantuvo que el episodio era «totalmente inocente».

«Es por Fritz a quién persiguen después de Super Ratón. Crecí en Brownsville en Brooklyn y estudié en la Escuela Secundaria de Artes Industriales. Recuerdo a los profesores que renunciaron. Debido al Macartismo, ellos no pudieron enseñar lo que querían. Esto es lo mismo. El Super Ratón fue feliz después de haber olido las flores que le recordaban a la chica ratona que se las vendió amablemente. Pero aunque estuvieras en lo cierto, estas acusaciones forman parte del aire que respiramos. Por eso corté la escena. No puedo tener a niños preguntándose si el Super Ratón está consumiendo cocaína.»
Ralph Bakshi en una entrevista del New York Times